# Makan Dioumassi
Makan Dioumassi (* 21. April 1972 in Paris) ist ein französischer Basketballtrainer und ehemaliger -spieler.

## Laufbahn

### Spieler
Dioumassi spielte in der Saison 1992/93 für Paris Basket Racing erstmals in Frankreichs höchster Liga und war dort als junger Spieler Mannschaftskamerad großer Namen wie Delaney Rudd, Hervé Dubuisson und Hugues Occansey. Im Sommer 1994 nahm er mit Frankreichs U22-Nationalmannschaft an der Europameisterschaft dieser Altersklasse teil. Mit Saint-Brieuc und Tours spielte er in der zweiten französischen Liga, 1995 kehrte er mit seinem Wechsel nach Montpellier in die höchste Spielklasse des Landes zurück.
Der vor allem für seine Stärken in der Verteidigung bekannte Dioumassi gewann mit Frankreichs Nationalmannschaft bei den Olympischen Sommerspielen 2000 die Silbermedaille. Im Viertelfinale des olympischen Turniers wurde ihm die Aufgabe anvertraut, Kanadas Spielmacher Steve Nash zu decken. Dioumassi gelang es, die Kreise des Kanadiers deutlich zu stören, ihn zu neun Ballverlusten zu verleiten und erheblich zum französischen Sieg beizutragen. Dioumassi nahm auch an den Europameisterschaften 2001 und 2003 teil.
Nach kurzen Aufenthalten in Italien und Spanien ging er in sein Heimatland zurück, bei ASVEL Lyon-Villeurbanne hatte er zwei Jahre das Amt des Mannschaftskapitäns inne. Zum Abschluss seiner Laufbahn spielte er für Saba Battery in der iranischen Hauptstadt Teheran und gewann einen iranischen Meistertitel sowie zweimal die asiatische Meisterschaft für Vereinsmannschaften.

### Trainer
Dioumassi war zeitweise Experte bei Fernsehbasketballübertragungen der Sender SFR und Canal+. In Limoges und in Newcastle erlangte er Hochschulabschlüsse im Fach Sportmanagement. 2020 wurde er Trainer des französischen Drittligisten Rueil AC. Er blieb ein Jahr im Amt und wechselte zur Saison 2021/22 als Trainer zum Drittligaaufsteiger Les Sables Vendée Basket. Dioumassi war bis November 2022 bei dem Verein beschäftigt.